# デクスター・セントルイス
デクスター・セントルイス（Dexter St. Louis、1968年3月21日 - 2019年5月16日）は、トリニダード・トバゴ出身の卓球選手。トリニダード・トバゴ史上最も偉大な卓球選手とされ、フォアとバックからの強烈なスピンが武器の選手である。
子供のころは陸上競技をやっていたものの、周囲の選手に勝つことができなかったために卓球に転向した。
1996年にはアトランタオリンピックにオリンピック初出場した。男子シングルスで予選K組にて戦ったものの勝ち星を挙げることができず敗退した。2008年の北京オリンピックに自身2度目のオリンピックとして40歳ながら出場。このときトリニダード・トバゴ選手団においては最年長の選手であった。出場した男子シングルスではカナダのペン・チャンに0 - 4で敗れている。